# Characoma curiosa
Characoma curiosa är en fjärilsart som beskrevs av Swinhoe 1890. Characoma curiosa ingår i släktet Characoma och familjen trågspinnare. Inga underarter finns listade i Catalogue of Life.